# Mefluidid
Mefluidid ist eine chemische Verbindung, die als Wachstumsregulator eingesetzt wird.

## Verwendung
Mefluidid gehört zu den chemischen Wachstumsregulatoren und wird überwiegend auf Rasenflächen, Weiden sowie im Obstbau zur Hemmung des übermäßigen Wachstums eingesetzt. Das Mittel verzögert die Zellteilung und führt zu einem langsameren Längenwachstum der Keimlinge und Rhizome.
In der EU und im Vereinigten Königreich gibt es keine Zulassung mehr.